# Självöversättning
Självöversättning är en översättning som görs av källtextens författare. 
Självöversättning förekommer av såväl facktext som skönlitterär text. I det följande kommer dock fokus att ligga på skönlittterär självöversättning eftersom forskningen främst lagt fokus på den inriktningen.
Praktiken med självöversättning har till ganska nyligen främst undersökts inom litteraturvetenskapen. Numer utgör självöversättning dock en gren inom översättningsvetenskapen, exempelvis ingick ämnet i den första upplagan av Routledge Encyclopedia of Translation Studies, som gavs ut 1998.

## Forskning
Den översättningsvetenskapliga forskningen av självöversättning har länge varit begränsad och många studier tenderar att fokusera på enskilda författare, särskilt Samuel Beckett. Med det ökande intresset för disciplinen börjar ett skifte att skönjas där fokus flyttas till vissa teman, såsom varför en författare väljer att självöversätta sina texter, de metoder som används samt hur texterna förhåller sig till varandra.

## Typer av självöversättning
Självöversättning kan användas mer eller mindre frekvent av en författare. Vissa återkommer regelbundet till praktiken, medan det för andra rör sig om en engångsföreteelse. Anledningarna kan variera. Ett exempel på det senare fallet är James Joyces självöversättning till italienska av två passager från hans "Work in Progress" (senare med titeln "Finnegans Wake"). Andra relevanta fall är Stefan Georges och Rainer Maria Rilkes självöversättningar.
Självöversättning kan ske mellan två språk, där antingen modersmålet eller ett förvärvat språk är källspråket, så att målspråket varierar därefter. Det senare fallet representeras av några belgiska poeter från perioden mellan de två världskrigen (bland dem Roger Avermaete och Camille Melloy ), som självöversatte sina texter till flamländska kort efter att ha färdigställt originalen på det förvärvade men fullt behärskade franska språket. —Självöversättning kan ske antingen en tid efter att originalet har slutförts eller under skapandet, så att de två versionerna utvecklas nästan samtidigt och oundvikligen påverkar varandra. Dessa två typer hänvisas ibland till som konsekutiv självöversättning och simultan självöversättning.
Självöversättning kan till och med involvera mer än ett målspråk, vare sig det är modersmål eller förvärvat. Detta är fallet med författare som Fausto Cercignani, Alejandro Saravia, och Luigi Donato Ventura.
Självöversättning sker vanligtvis från eller till modersmålet. Mindre vanligt är självöversättning mellan förvärvade språk, där ett exempel utgörs av den svenska konstnären och författaren Greta Knutson, som självöversatte mellan franska och tyska.

## Faktorer som uppmuntrar till självöversättning
- Hög status kan uppmuntra till självöversättning från ett språk till ett lokalt språk, till exempel från latin till folkspråk under medeltiden och tidigmodern tid.[12]

- Ett specifikt språks kulturella dominans i ett flerspråkigt samhälle kan uppmuntra till självöversättning från ett minoritetsspråk till det dominerande.[13] — Det nationella språkets kulturella dominans kan uppmuntra till självöversättning från en lokal dialekt.[14] — Ett specifikt språks kulturella dominans i det internationella sammanhanget kan uppmuntra självöversättning från ett nationellt språk till ett internationellt erkänt språk som engelska. Men engelska som målspråk är vanligare i de fall författaren migrerar till ett engelsktalande land.[15]

- Perfekt eller nästan perfekt tvåspråkighet kan uppmuntra självöversättning i båda riktningarna, oavsett marknadsrelaterade överväganden.

- Missnöje med befintliga översättningar eller misstro mot översättare kan uppmuntra till självöversättning, oavsett marknadsrelaterade överväganden.

- En önskan om att förbättra eller att ändra den egna texten.

## Självöversättning jämfört med icke-självöversättning ("konventionell översättning")
Oberoende av kvalitén anses Självöversättningar oftast vara bättre än konventionella översättningar, dvs. översättningar av någon annan än författaren själv. Det beror på att "författaren-översättaren utan tvekan  bättre upplevs kunna föra fram originalförfattares avsikter än en vanlig översättare". Utöver kritik som tar fasta på kvalitetén av själva översättningen, kan argument mot självöversättning spegla specifika sociokulturella överväganden eller en önskan att kritisera tvivelaktiga redaktionella metoder.

## Historia
Den hittills mest omfattande översikten av självöversättningens historia ges av Jan Hokenson och Marcella Munson i deras studie The Bilingual Text: History and Theory of Literary Self-Translation. Några av framstående självöversättarna är Chaucer,  Thomas More,  Vladimir Nabokov, Samuel Beckett, Karen Blixen, Chinghiz Aitmatov och Julien Green. Enligt Julio-César Santoyo kan självöversättningens historia spåras tillbaka till medeltiden.

## Länder där självöversättning är vanligt
Självöversättning är vanligt i flera afrikanska länder, t.ex. Kenya, Sydafrika, och Algeriet, liksom i Kina, Frankrike, Indien, Spanien och USA. 

### Algeriet
Bland kända algeriska självöversättare återfinns Rachid Bouudjedra, Assia Djebbar och Mohammed Sari, som översatt sina verk från franska till arabiska eller vice versa.

### Frankrike
I Frankrike är det främst invandrarförfattare som använder sig av självöversättning, till exempel Nancy Huston (franska-engelska), Vassilis Alexakis (franska-grekiska) och Anne Weber (franska-tyska). 

### Indien
Några av de mest framstående självöversättarna från Indien är Rabindranath Tagore, Girish Karnad, Kamala Das,  Qurratulain Hyder.

### Italien
Ett flertal italienska författare har vid olika tillfällen använt sig av självöversättningar: Fausto Cercignani, Italo Calvino, Beppe Fenoglio, Carlo Goldoni, Luigi Pirandello, Giuseppe Ungaretti, och andra.

### Kanada
Kanada har två officiella språk, engelska och franska, och i nationallitteraturen ingår verk på båda språken. Nancy Huston, Antonio D'Alfonso och andra författare självöversätter på båda språken.

### Kenya
En av de mest kända självöversättarna är  Ngũgĩ wa Thiong'o, som skriver på Gĩkũyũ och engelska. 

### Kina
Lin Yutang (1895–1976) är en av de tidigaste självöversättarna från Kina. En annan framstående självöversättare är Eileen Chang, som översatt några av sina böcker till engelska.

### Spanien
Självöversättning är vanligt bland katalanska, galiciska och baskiska författare. De mest kända självöversättarna är Carme Riera (katalanska-spanska), Manuel Rivas (galiciska-spanska) och Bernardo Atxaga (baskisk-spanska).

### Storbritannien
Den skotska gaeliska poeten Sorley MacLean är främst känd för sina självöversättningar till engelska. 

### Sydafrika
De sydafrikanska författare som är mest kända som självöversättare är André Brink och Antjie Krog. André Brink och Antjie Krog skriver båda på afrikaans och engelska. 

### USA
Några framstående självöversättarna i USA är Raymond Federman (engelska-franska), Rosario Ferré (spanska-engelska), Rolando Hinojosa-Smith (spanska-engelska) och Ariel Dorfman (spanska) -Engelsk).

### Facktextlig självöversättning
Jung, Verena (2002): English-German Self-Translation of Academic Texts and its Relevance for Translation Theory and Practice Frankfurt: Peter Lang.

### Skönlitterär självöversättning
- Berlina, Alexandra (2014): Brodsky Translating Brodsky: Poetry in Self-Translation. New York: Bloomsbury.
- Beaujour, Elizabeth Klosty (1989): Alien Tongues: Bilingual Russian Writers of the 'First' Emigration. Ithaca: Cornell UP.
- Bessy, Marianne (2011): Vassilis Alexakis: Exorciser L'exil. Rodopi.
- Fitch, Brian T. (1988): Beckett and Babel: An Investigation into the State of the Bilingual Work. Toronto: U of Toronto P.
- Friedman, Alan Warren & Charles Rossman & Dina Sherzer (Eds.) (1987): Beckett translating/translating Beckett. Pennsylvania State UP.
- Grayson, Jane (1977): Nabokov Translated: A Comparison of Nabokov's Russian and English Prose. Oxford: Oxford Univ. Press.
- Hokenson, Jan Walsh & Marcella Munson (2007): The Bilingual Text: History and Theory of Literary Self-Translation. Manchester: St. Jerome.
- Klünder, Ute (2000): "Ich werde ein grosses Kunstwerk schaffen...": Eine Untersuchung zum literarischen Grenzgängertum der zweisprachigen Dichterin Isak Dinesen / Karen Blixen. Göttingen: Vandenhoeck & Ruprecht.
- Oustinoff, Michaël (2001): Bilinguisme d'écriture et auto-traduction: Julien Green, Samuel Beckett, Vladimir Nabokov. Paris: L'Harmattan.
- Santoyo, Julio César (2006): "Traducciones de author. Materiales para una bibliografía básica. In: Interculturalidad y Traducción 2, pp. 201–236.
- Sardin-Damestoy, Pascale (2002): Samuel Beckett autotraducteur ou l'art de 'l'empêchement', Arras: Artois Presses Université.
- Berlina, Alexandra (2014): Brodsky Translating Brodsky: Poetry in Self-Translation. New York: Bloomsbury.
- Beaujour, Elizabeth Klosty (1989): Alien Tongues: Bilingual Russian Writers of the 'First' Emigration. Ithaca: Cornell UP.
- Bessy, Marianne (2011): Vassilis Alexakis: Exorciser L'exil. Rodopi.
- Fitch, Brian T. (1988): Beckett and Babel: An Investigation into the State of the Bilingual Work. Toronto: U of Toronto P.
- Friedman, Alan Warren & Charles Rossman & Dina Sherzer (Eds.) (1987): Beckett translating/translating Beckett. Pennsylvania State UP.
- Grayson, Jane (1977): Nabokov Translated: A Comparison of Nabokov's Russian and English Prose. Oxford: Oxford Univ. Press.
- Hokenson, Jan Walsh & Marcella Munson (2007): The Bilingual Text: History and Theory of Literary Self-Translation. Manchester: St. Jerome.
- Klünder, Ute (2000): "Ich werde ein grosses Kunstwerk schaffen...": Eine Untersuchung zum literarischen Grenzgängertum der zweisprachigen Dichterin Isak Dinesen / Karen Blixen. Göttingen: Vandenhoeck & Ruprecht.
- Oustinoff, Michaël (2001): Bilinguisme d'écriture et auto-traduction: Julien Green, Samuel Beckett, Vladimir Nabokov. Paris: L'Harmattan.
- Santoyo, Julio César (2006): "Traducciones de author. Materiales para una bibliografía básica. In: Interculturalidad y Traducción 2, pp. 201–236.
- Sardin-Damestoy, Pascale (2002): Samuel Beckett autotraducteur ou l'art de 'l'empêchement', Arras: Artois Presses Université.